# شهرت (ترانه دیوید بویی)
«شهرت» (انگلیسی: Fame) ترانه‌ای است که به‌دست موسیقی‌دان انگلیسی دیوید بویی ضبط شده است. این ترانه در آلبوم سال ۱۹۷۵ او، آمریکایی‌های جوان و سپس به‌عنوان دومین تک‌آهنگ آلبوم در ژوئیهٔ ۱۹۷۵ به‌وسیلهٔ آرسی‌ای رکوردز منتشر شد. این ترانه به‌دست بویی، کارلوس آلومار و جان لنون نوشته و در ژانویهٔ ۱۹۷۵ در الکتریک لیدی استودیوز در نیویورک سیتی ضبط شد. «شهرت» اثری فانک راک است که نارضایتی بویی از مشکلات شهرت و ستاره شدن را نشان می‌دهد.
این ترانه در آمریکای شمالی با موفقیت تجاری همراه بود و نخستین تک‌آهنگ بویی بود که به صدر جدول‌های بیلبورد هات ۱۰۰ و تک‌آهنگ‌های کانادا رسید. این ترانه یکی از موفق‌ترین تک‌آهنگ‌های سال بود که در رتبه هفتم بیلبورد هات ۱۰۰ پایان سال قرار گرفت. اما، در اروپا ناموفق‌تر بود و به رتبه ۱۷ جدول تک‌آهنگ‌های بریتانیا رسید.
در سال ۱۹۹۰، بویی این ترانه را تحت عنوان «شهرت ۹۰» ریمیکس کرد تا هم‌زمان با تور کنسرتی خود باشد. این ترانه از آن زمان در بسیاری از آلبوم‌های گردآوری‌شده قرار گرفت و در سال ۲۰۱۶ به‌عنوان بخشی از مجموعهٔ جعبه‌ای من الان کی میتونم باشم؟ (۱۹۷۴–۱۹۷۶) بازسازی شد. «شهرت» یکی از چهار ترانهٔ بویی است که به تالار مشاهیر راک اند رول راه یافته است.